# Academy of Motion Picture Arts and Sciences
Die Academy of Motion Picture Arts and Sciences (AMPAS) ist eine ehrenamtlich arbeitende Organisation, die vor allem durch die Verleihung der Academy Awards („Oscars“) bekannt wurde. Der eigentliche Zweck der Akademie ist, sich für den Fortschritt im Bereich der Filmwirtschaft einzusetzen. Dies geschieht durch die Unterstützung von Forschungen sowie durch eine Förderung des kulturellen, pädagogischen und technologischen Fortschritts.

## Geschichte

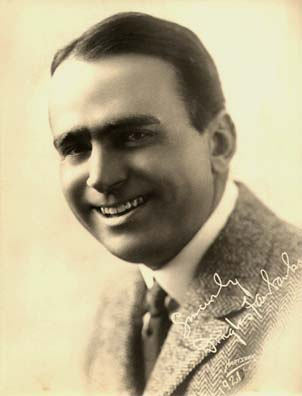
Douglas Fairbanks (1921)

Die Akademie wurde am 4. Mai 1927 als gemeinnützige Vereinigung gegründet. Es gab 36 Gründungsmitglieder, darunter viele Studio-Eigentümer und bekannte Hollywood-Persönlichkeiten der 1920er Jahre. Die Idee zur Gründung der Akademie kam zuerst von Louis B. Mayer, dem damaligen Studioboss von Metro-Goldwyn-Mayer.
Der erste Präsident der Akademie war Douglas Fairbanks.
Von ihrer Gründung an bis zum Jahr 1946 hatte die Akademie ihren Sitz in einem Gebäude in der Melrose Avenue in Hollywood. Im Dezember 1975 bezog die Akademie neue Räume am Wilshire Boulevard in Beverly Hills. Erstmals in der Geschichte der Akademie waren nun das Verzeichnis der Filmschaffenden, die Margaret Herrick Library, das Samuel Goldwyn Theater und die Büros der Verwaltung unter einem Dach vereint. Allerdings sollte sich innerhalb kürzester Zeit herausstellen, dass die Räumlichkeiten aufgrund des schnellen Wachstums der Bibliothek und des Filmarchivs zu klein wurden.
Im Jahr 1988 wurde mit der Stadt Beverly Hills ein Pachtvertrag über eine Laufzeit von 55 Jahren für die Umwandlung des Gebäudes Waterworks im La Cienega Park geschlossen. Dieses Gebäude wurde in den folgenden Jahren auch als Center for Motion Picture Study bezeichnet. Zu Ehren von Douglas Fairbanks und Mary Pickford wurde der Gebäudeteil, in dem sich die Herrick Bibliothek befindet, in Fairbanks Center for Motion Picture Study umbenannt und das Gebäude in der Vine Street hieß ab nun Pickford Center for Motion Picture Study.
2013 veränderte die Akademie die Struktur ihrer Sektionen: eine neue Sektion für Castingdirektoren wurde geschaffen – diese konnten zuvor nur außerhalb einer Sektion Mitglieder werden – und die Sektion für Ausstatter wurde in Kostüm- und Szenenbildner aufgesplittet.
Nach Bekanntgabe der Oscar-Nominierungen 2016 sah sich die Academy of Motion Picture Arts and Sciences wachsender Kritik ausgesetzt – alle Nominierungen in den Darsteller-Kategorien hatten wie schon im Vorjahr weiße Schauspieler erhalten, obwohl in der amerikanischen Filmpreissaison zuvor schwarze Darsteller wie Idris Elba (Beasts of No Nation), Michael B. Jordan (Creed – Rocky’s Legacy) oder Will Smith (Erschütternde Wahrheit) Berücksichtigung gefunden hatten. Smiths Ehefrau, die Schauspielerin Jada Pinkett Smith, und der Ehrenpreisträger Spike Lee kritisierten daraufhin öffentlich diesen Mangel an ethnischer Diversität und kündigten an, nicht zur Oscarverleihung zu erscheinen. Der Vorstand der Akademie unter der afroamerikanischen Präsidentin Cheryl Boone Isaacs stimmte daraufhin für neue Regeln, um die Zahl von Frauen und Minderheiten bis 2020 zu verdoppeln. So werde ab 2016 das lebenslange Stimmrecht für neue Mitglieder auf zehn Jahre beschränkt. Es soll nur dann erneuert werden, sofern das Mitglied weiterhin aktiv im Filmgeschäft tätig ist. Nach drei 10-Jahres-Fristen bzw. nach einer errungenen Oscar-Nominierung tritt das lebenslange Stimmrecht in Kraft. Weiterhin soll das Board of Governors um drei Plätze erhöht und bei der jährlichen Berufung neuer Mitglieder aus einem vielfältigeren Pool geschöpft werden.
Ende Juni 2017 wurden insgesamt 774 neue Mitglieder ernannt, so viele wie nie zuvor. Nach Angaben der AMPAS waren 39 Prozent davon Frauen. Damit stieg der Frauenanteil auf 28 Prozent, der Anteil nicht-weißer Mitglieder auf 13 Prozent an. Zu den neuen Akademie-Mitgliedern gehören neben u. a. Adam Driver und Gal Gadot auch die 2017 nominierten Lucas Hedges, Barry Jenkins, Ruth Negga und Justin Timberlake. Ebenfalls aufgenommen wurden die Deutschen Fatih Akin und Daniel Brühl, die Österreicherinnen Jessica Hausner und Monika Willi sowie die Schweizer Claude Barras, Giacun Caduff, Corinna Glaus, Max Karli, Michel Merkt und Timo von Gunten.
2020 wurden 819 Mitglieder neu eingeladen. Laut dem Verband gingen 45 Prozent der Einladungen an Frauen und über ein Drittel an unterrepräsentierte ethnische Gruppen. Eingeladen wurden unter anderem Awkwafina, Zendaya, Constance Wu, Ana de Armas, Zazie Beetz, Cynthia Erivo und Carlo Chatrian.
2020 wurde der Status von Mitgliedern aus dem Künstlermanagement verändert – zuvor nur als assoziierte Mitglieder ohne Stimmrechte eingestuft, erhielten sie nun allgemeinen Mitgliedsschaftsstatus und Stimmrechte. Damit gab es im Dezember 2020 erstmals über 10.000 Mitglieder der Akademie – 8.818 Mitglieder mit Stimmrecht in den Sektionen, 544 Mitglieder mit Stimmrecht ohne Sektion, 95 assoziierte Mitglieder ohne Stimmrecht und 844 Mitglieder im Ruhestand ohne Stimmrecht.
2021 wurden 395 Personen eingeladen, Mitglieder der Akademie zu werden. Mehr als die Hälfte der Einladungen ging an internationale Filmschaffende, 46 Prozent an Frauen und 40 Prozent an unterrepräsentierte ethnische Gruppen. Eingeladen wurden unter anderem die frisch gekürte Oscar-Preisträgerin Yoon Yeo-jeong sowie Marija Bakalowa, Robert Pattinson, Henry Golding und Vanessa Kirby. 2022 erhielten 397 weitere Personen eine Einladung, unter ihnen Anya Taylor-Joy, Ariana DeBose und Billie Eilish. Erneut stammt die Hälfte der Eingeladenen nicht aus den USA, 44 Prozent sind Frauen und 37 Prozent gehören Minderheiten an.
2023 wurde eine neue Sektion für Personen aus den Bereichen Produktion und Technologie geschaffen, die etwa als Choreografen, Koloristen, Restaurierer, Stunt-Koordinatoren oder Technische Direktoren tätig sind. Diese zur Gründung 400 Personen waren zuvor als Akademie-Mitglieder ohne Sektion eingestuft worden. Im Februar 2024 wurde die Sektion für Kurzfilmer und Animation in zwei eigenständige Sektionen gespalten.

## Struktur
Die Akademie vereint 20 verschiedene Berufsfelder, die jeweils eine eigene Sektion bilden: Schauspieler, Personen aus dem Bereich Animation, Künstlermanager/-agenten, Casting Directors, Kameraleute, Kostümbildner, Regisseure, Dokumentarfilmer, Führungspersonen in Filmproduktionsgesellschaften, Mitglieder aus dem Bereich Filmschnitt, Maskenbildner und Hairstylisten, Personen aus dem Bereich Marketing und Public Relations, Komponisten, Filmproduzenten, Personen aus dem Bereich Produktion und Technologie, Szenenbildner, Kurzfilmer, Personen aus den Bereichen Tongestaltung, Visuelle Effekte und Drehbuchautoren. Zudem hat die Akademie eine niedrige Anzahl an Mitgliedern ohne Sektion sowie assoziierten Mitgliedern.
Die Akademie wird vom Board of Governors geleitet, das aus 55 Personen besteht. Diese sind Vertreter aus den Sektionen der Akademie und sind für die strategische Ausrichtung der Akademie ebenso zuständig wie für die Wahl des Präsidenten und die Genehmigung des vom Geschäftsführer vorgelegten Jahreshaushalts. Die Governors sind im jeweiligen Exekutivausschuss ihrer Sektion tätig.
Die Verwaltung der Akademie mit derzeit rund 300 Mitarbeitern wurde 22 Jahre lang von Bruce Davis als Executive Director geleitet. Ab dem 8. April 2011 war Dawn Hudson in der für sie neu geschaffenen Funktion des Chief Executive Officer für das Alltagsgeschäft zuständig und geriet dabei seit August 2017 immer wieder in Streit mit dem Präsidenten. Ab Januar 2019 wurde Hudson von Christine Simmons im Rang eines Chief Operating Officer unterstützt. 2022 wurde der Direktor des Academy Museum of Motion Pictures, Bill Kramer, als Nachfolger von Dawn Hudson vom Aufsichtsrat zum Geschäftsführer der Akademie gewählt.

### Tätigkeiten
Die Akademie verleiht jährlich mehrere Preise: Die Academy Awards, die Governors Awards für das Lebenswerk im Bereich Film, die Student Academy Awards (an Studierende) sowie die Scientific and Technical Awards (für wissenschaftliche bzw. technische Innovationen im Filmbereich). Zudem veranstaltet sie das Trainingsprogramm Academy Gold Rising für Hochschulabsolventen und junge Berufstätige und vergibt jährlich mehrere Stipendien (Nicholl Fellowships in Screenwriting und Academy Gold Fellowship for Women).
Die Akademie betreibt die Margaret Herrick Library und das Academy Museum of Motion Pictures. Die Standorte der Akademie befinden sich in Beverly Hills, inklusive dem Samuel Goldwyn Theater; und dem Pickford Center for Motion Picture Study in Hollywood, in dem sich neben dem Kinosaal Linwood Dunn Theater auch das Filmarchiv der Akademie befindet.

### Mitgliedschaft
Mitglied der Akademie kann man nur durch Einladung des Board of Governors werden. Diese Ehre erhalten nur Persönlichkeiten, die entweder oscarnominiert waren oder sich in besonderer Weise für die Filmkunst einsetzen (bzw. eingesetzt haben) und von zwei bestehenden Mitgliedern vorgeschlagen werden. Dies können Schauspieler, Regisseure, Kostümbildner oder andere im Filmgeschäft tätige Personen sein. Die zuständigen Exekutivausschüsse der Sektionen und das Board of Governors prüfen jedes Jahr im Frühling die Kandidaturen für eine Mitgliedschaft. Im Anschluss werden Einladungen an jene Personen versandt, deren Prüfung positiv abgeschlossen wurde.
Die Akademie gibt alljährlich die Liste der Eingeladenen öffentlich bekannt, jedoch nicht die Information, welche dieser die Mitgliedschaft angenommen haben. Zurzeit setzt sich die Akademie aus mehr als 10.000 Mitgliedern zusammen (Stand: August 2023).
Akademie-Mitglieder aus Deutschland: Maren Ade, Fatih Akin, Katja Benrath, Volker Bertelmann (Hauschka), Bettina Böhler, Daniel Brühl, Frank Griebe, Bernhard Henrich, Nina Hoss, Gesa Jäger, Judith Kaufmann, Nastassja Kinski, Diane Kruger, Max Lang, Gerhard Meixner, Gerd Nefzer, Roman Paul, Christian Petzold, Margarethe von Trotta, Patrick Vollrath, Michael Weber, Udo Kier.
Akademie-Mitglieder aus Österreich: Wolfgang Glück †, Eric Pleskow †, Christoph Waltz, Michael Haneke, Christian Berger, Jessica Hausner, Monika Willi, Ruth Beckermann, Otto Nemenz, Virgil Widrich.
Akademie-Mitglieder aus der Schweiz: Ursula Meier, Claude Barras, Giacun Caduff, Corinna Glaus, Max Karli, Michel Merkt und Timo von Gunten.
Laut einer Erhebung der Los Angeles Times aus dem Jahr 2012 waren 94 Prozent der Mitglieder weiß, 77 Prozent männlich und das Durchschnittsalter lag bei 62 Jahren.
Nur in wenigen Fällen ist ein Ausschluss aus der Akademie öffentlich bekannt. Der Schauspieler Carmine Caridi wurde 2004 nach Verbreitung von vertraulichen DVDs mit Wettbewerbsfilmen ausgeschlossen, im Oktober 2017 Harvey Weinstein nach Vorwürfen sexueller Belästigungen und im Mai 2018 Bill Cosby und Roman Polanski wegen Sexualstraftaten. Der Kameramann Adam Kimmel wurde 2021 ausgeschlossen, nachdem Variety aufgedeckt hatte, dass er ein registrierter Sexualstraftäter ist.
Die Tontechniker Tom Fleischman und Peter Kurland traten im März 2022 als Protest gegen die 94. Oscar-Verleihung aus der Akademie aus, bei der die Preisträger von acht Kategorien nicht live bei der Verleihungsshow, sondern vorab verkündet wurden. Schauspieler Will Smith gab im April 2022 seinen Austritt aus der Akademie bekannt, nachdem er Moderator Chris Rock während der 94. Academy Awards auf der Bühne geohrfeigt hatte.

## Die 36 Gründungsmitglieder
| Schauspieler - Richard Barthelmess - Jack Holt - Conrad Nagel - Milton Sills - Douglas Fairbanks - Harold Lloyd - Mary Pickford Regisseure - Cecil B. DeMille - Frank Lloyd - Henry King - Fred Niblo - John M. Stahl - Raoul Walsh | Autoren - Joseph Farnham - Benjamin Glazer - Jeanie Macpherson - Bess Meredyth - Carey Wilson - Frank E. Woods Techniker und Ausstatter - J. Arthur Ball - Cedric Gibbons - Roy J. Pomeroy Juristen - Edwin Loeb - George W. Cohen | Produzenten - Fred Beetson - Charles H. Christie - Sid Grauman - Milton E. Hoffman - Jesse L. Lasky - Mike C. Levee - Louis B. Mayer - Joseph M. Schenck - Irving Thalberg - Harry Warner - Jack L. Warner - Harry Rapf |

## Präsidenten der Akademie
- Douglas Fairbanks (1927 bis 1929)

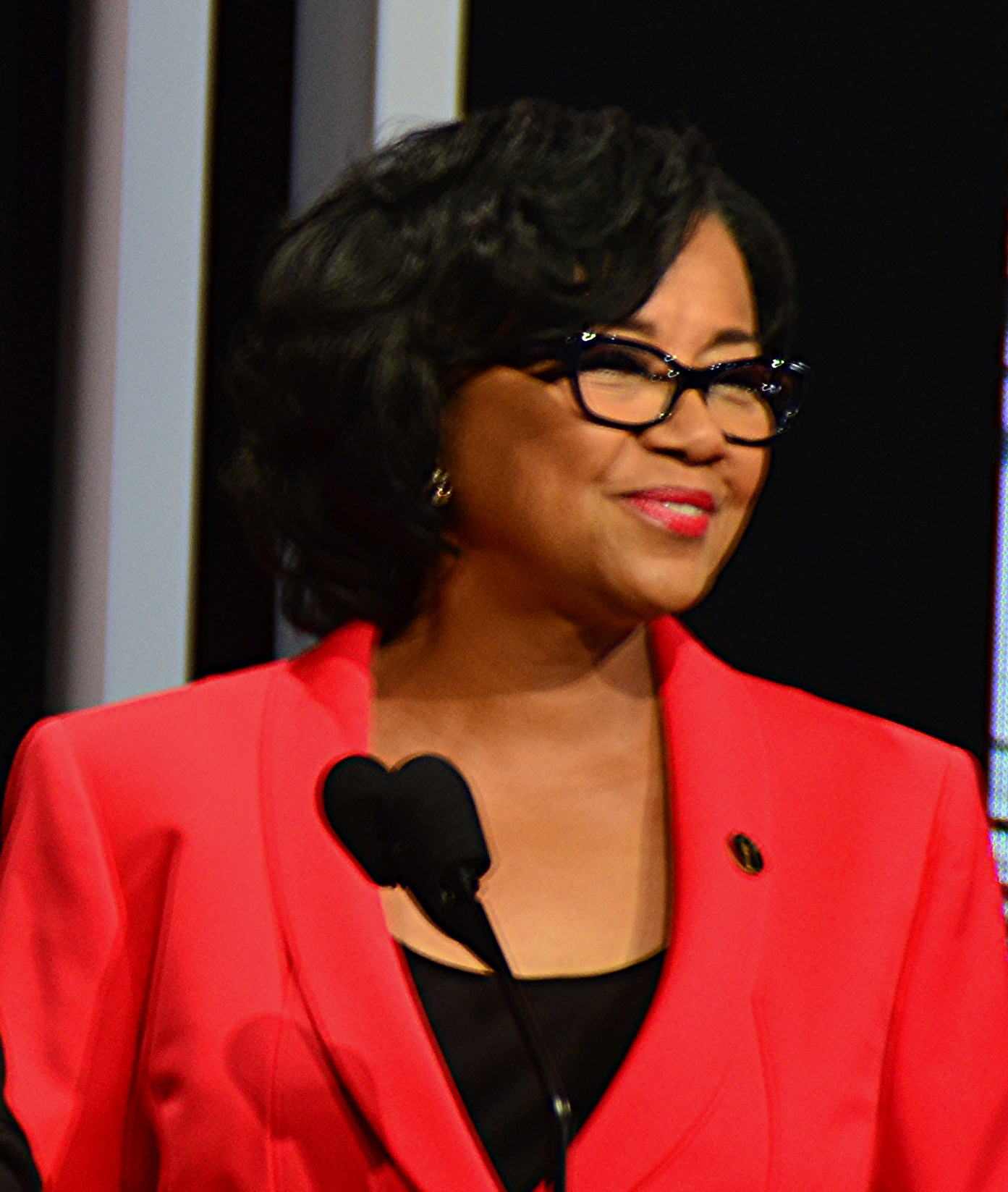
Cheryl Boone Isaacs, Präsidentin der AMPAS von 2013 bis 2017

- William C. DeMille (1929 bis 1931)
- Mike C. Levee (1931 bis 1932)
- Conrad Nagel (1932 bis 1933)
- Theodore Reed (1933 bis 1934)
- Frank Lloyd (1934 bis 1935)
- Frank Capra (1935 bis 1939)
- Walter Wanger (1939 bis 1941)
- Bette Davis (1941)
- Walter Wanger (1941 bis 1945)
- Jean Hersholt (1945 bis 1949)
- Charles Brackett (1949 bis 1955)
- George Seaton (1955 bis 1958)
- George Stevens (1958 bis 1959)
- B. B. Kahane (1959 bis 1960)
- Valentine Davies (1960 bis 1961)
- Wendell Corey (1961 bis 1963)
- Arthur Freed (1963 bis 1967)
- Gregory Peck (1967 bis 1970)
- Daniel Taradash (1970 bis 1973)
- Walter Mirisch (1973 bis 1977)
- Howard W. Koch (1977 bis 1979)
- Fay Kanin (1979 bis 1983)
- Gene Allen (1983 bis 1985)
- Robert Wise (1985 bis 1988)
- Richard Kahn (1988 bis 1989)
- Karl Malden (1989 bis 1992)
- Robert Rehme (1992 bis 1993)
- Arthur Hiller (1993 bis 1997)
- Robert Rehme (1997 bis 2001)
- Frank Pierson (2001 bis 2005)
- Sid Ganis (2005 bis 2009)
- Tom Sherak (2009 bis 2012)
- Hawk Koch (2012 bis 2013)
- Cheryl Boone Isaacs (2013 bis 2017)[39] – erste afroamerikanische Präsidentin
- John Bailey (2017 bis 2019)
- David Rubin (2019 bis 2022)
- Janet Yang (seit 2022)[40]